# Maasai Mara
Khu bảo tồn quốc gia Maasai Mara (còn được gọi là Masai Mara hay The Mara theo những người địa phương) là một khu dự trữ thú săn lớn nằm ở Narok, Kenya. Nó tiếp giáp với vùng đồng cỏ của Vườn quốc gia Serengeti ở Mara, Tanzania. Tên của khu bảo tồn để vinh danh những người Maasai (người dân tổ tiên ở khu vực này) và mô tả về khu bảo tồn khi nhìn từ xa, từ "Mara" trong ngôn ngữ Maasai có nghĩa là "đốm", hình ảnh của những tán cây, cây bụi và bóng mây trên khu vực đồng cỏ nhiệt đới.
Khu bảo tồn này nổi tiếng trên toàn thế giới nhờ số lượng đáng kể các loài Sư tử Masai (hay còn gọi là Sư tử Đông Phi), Báo hoa châu Phi và Báo săn Tanzania, đặc biệt là cảnh tượng di cư của các loài Ngựa vằn, Linh dương Thomson, Linh dương đầu bò đến và đi từ vùng đồng cỏ Serengeti trong khoảng thời gian từ tháng 7 - 10 hàng năm, được biết đến với tên gọi là Cuộc đại di cư.
Khu bảo tồn Maasai Mara chỉ là một phần nhỏ của Hệ sinh thái Đại Mara nằm tại các làng Koiyaki, Lemek, Ol Chorro Oirowua, Olkinyei, Siana, Maji Moto, Naikara, Ol Derkesi, Kerinkani, Oloirien, và Kimintet.

## Lịch sử

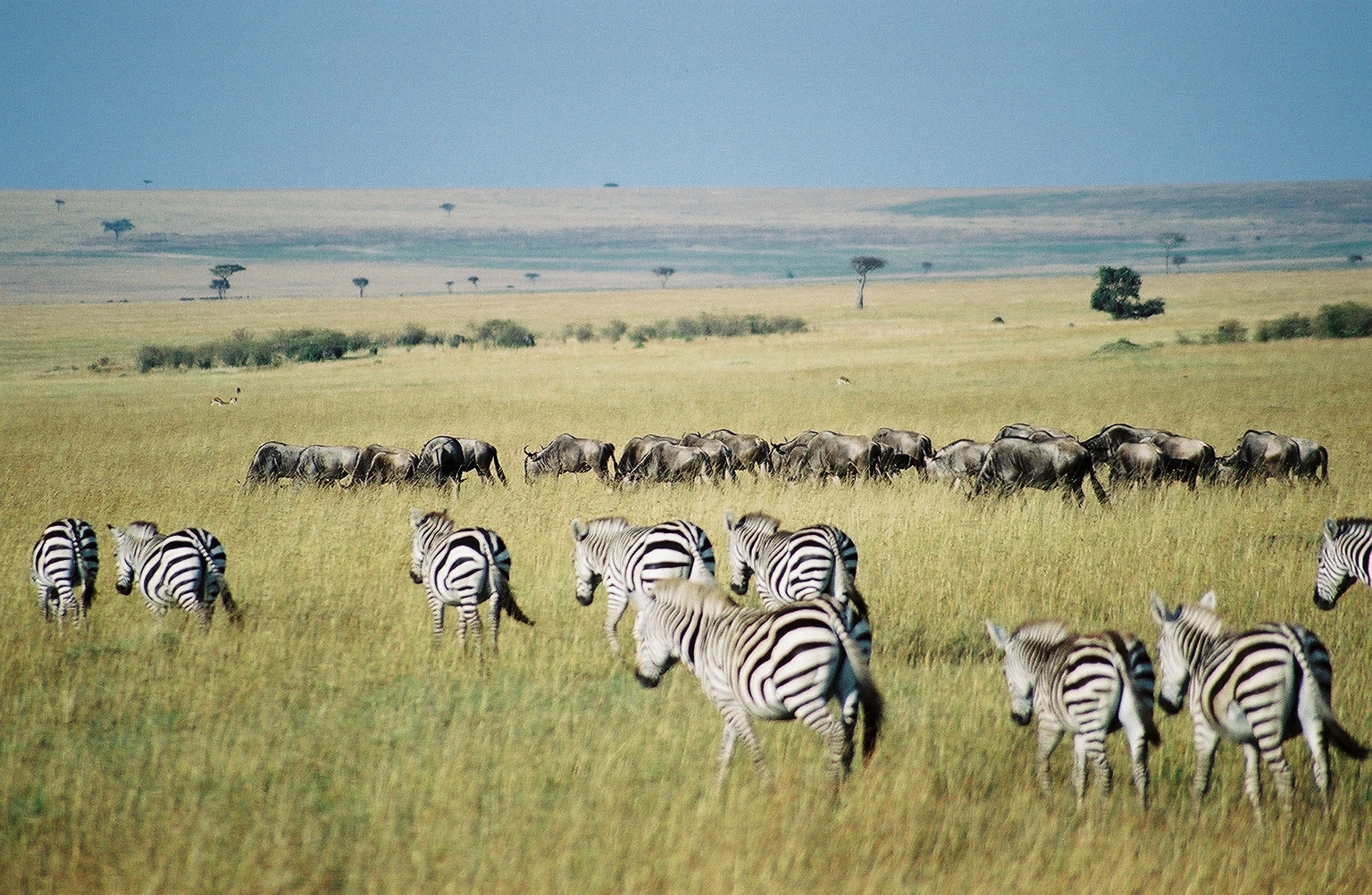
Maasai Mara, "đốm" phía xa là các cây bụi, động vật, bóng mây, và cây ô keo.

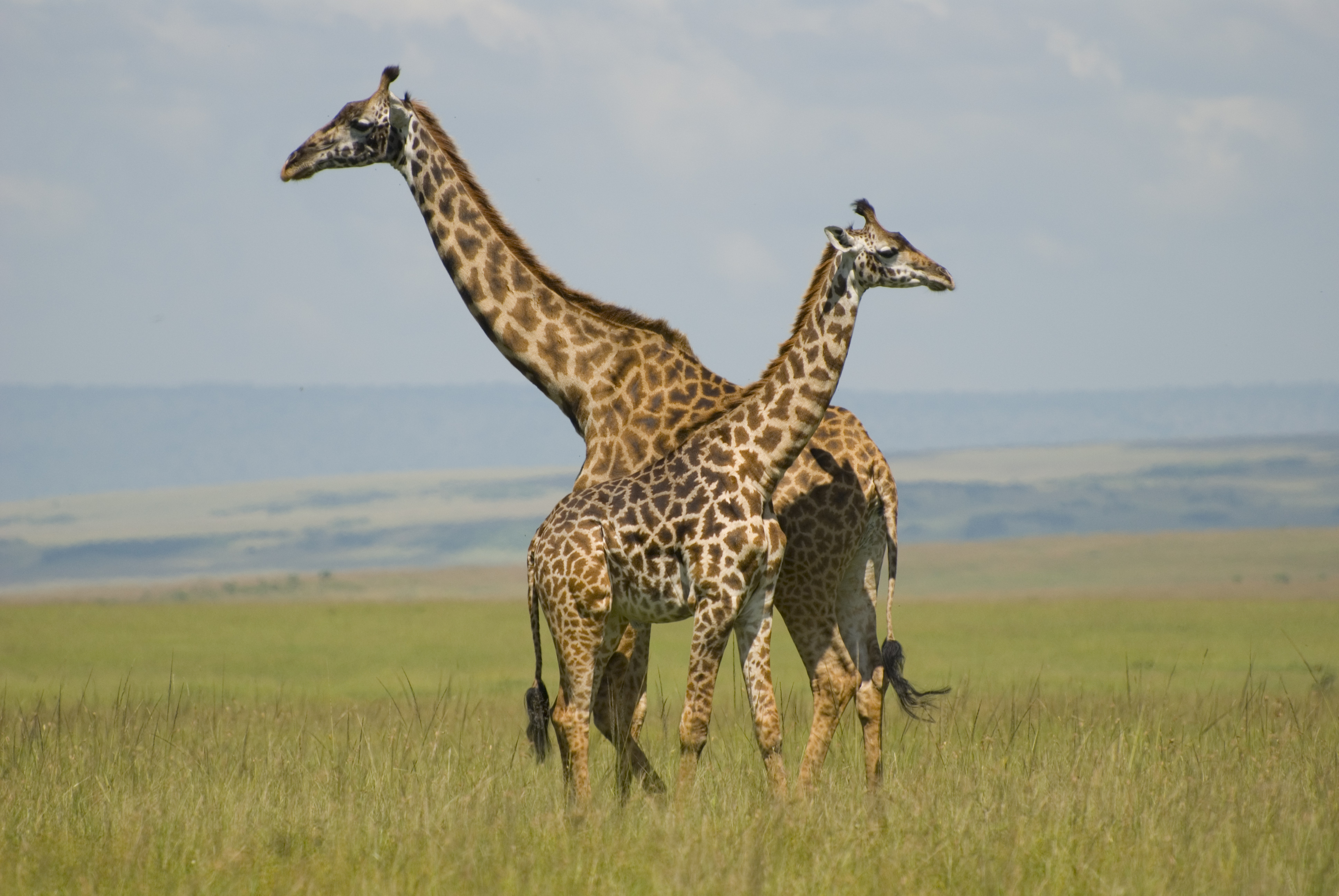
Hươu cao cổ trên vùng đồng cỏ mở.

Ban đầu, nó được thành lập vào năm 1961 như là một khu bảo tồn động vật hoang dã Mara, bao phủ 520 kilômét vuông (200 dặm vuông Anh), bao gồm cả các Mara Triangle. Khu vực này sau đó được mở rộng về phía đông vào năm 1961 để trở thành một khu bảo tồn thú săn có diện tích 1.821 km2 (703 dặm vuông Anh). Hội đồng huyện Narok (NCC) đã tiếp quản khu bảo tồn vào thời điểm này. Một phần của khu dự trữ trở thành khu bảo tồn quốc gia vào năm 1974, và các khu vực còn lại có diện tích 159 km2 (61 dặm vuông Anh) đã được trả lại cho các cộng đồng dân cư địa phương. Năm 1976, 162 km2 (63 dặm vuông Anh) diện tích tiếp tục đã được tách ra khỏi khu bảo tồn, và sau đó khu bảo tồn chỉ còn diện tích 1.510 km2 (580 dặm vuông Anh) vào năm 1984.

## Địa lý
Maasai Mara có diện tích 1.510 km2 (580 dặm vuông Anh) nằm ở tây nam Kenya. Đây là phần cực bắc của hệ sinh thái Mara-Serengeti có diện tích 25.000 km2 (9.700 dặm vuông Anh) ở hai quốc gia Tanzania và Kenya. Khu bảo tồn này được bao bọc bởi vườn quốc gia Serengeti ở phía nam, vách đá Siria / Oloololo ở phía tây, cùng các trại chăn nuôi mục vụ của người Masai ở phía bắc, phía đông và phía tây. Lượng mưa tại hệ sinh thái tăng lên rõ rệt dọc theo độ dốc đông bắc-tây nam, thay đổi tùy theo không gian và thời gian, hai phương thức rõ ràng. Sông Sand, Talek và Mara là những con sống lớn chảy qua khu bảo tồn. Cây và cây bụi hầu hết phát triển tại rìa các đường thoát nước và bao phủ trên các sườn, đỉnh đồi.
Địa hình của khu bảo tồn chủ yếu là đồng cỏ mở với các dòng sông theo mùa. Ở khu vực đông nam là những cụm cây keo đặc biệt. Ranh giới phía tây là Vách đá Esoit (Siria) của Đới tách giãn Đông Phi, là một hệ thống đới tách giãn dài khoảng 5.600 km (3.500 mi) từ biển Đỏ của Ethiopia qua Kenya, Tanzania, Malawi và tới Mozambique. Động vật hoang dã có xu hướng tập trung nhiều nhất ở đây vì có những đầm lầy mặt đất nên việc tiếp cận với nguồn nước uống cũng dễ dàng hơn còn du lịch tại đây rất hạn chế. Cực đông của khu bảo tồn cách 224 kilômét (139,2 mi) từ Nairobi và do đó phía đông của khu bảo tồn được khách du lịch ghé thăm nhiều nhất. Địa hình tại đây dao động từ 1.500–2.180 m (4.920–7.150 ft), lượng mưa mỗi tháng đạt 83 mm (3,3 in) và nhiệt độ dao động từ 12–30 °C (54–86 °F)

## Động vật hoang dã

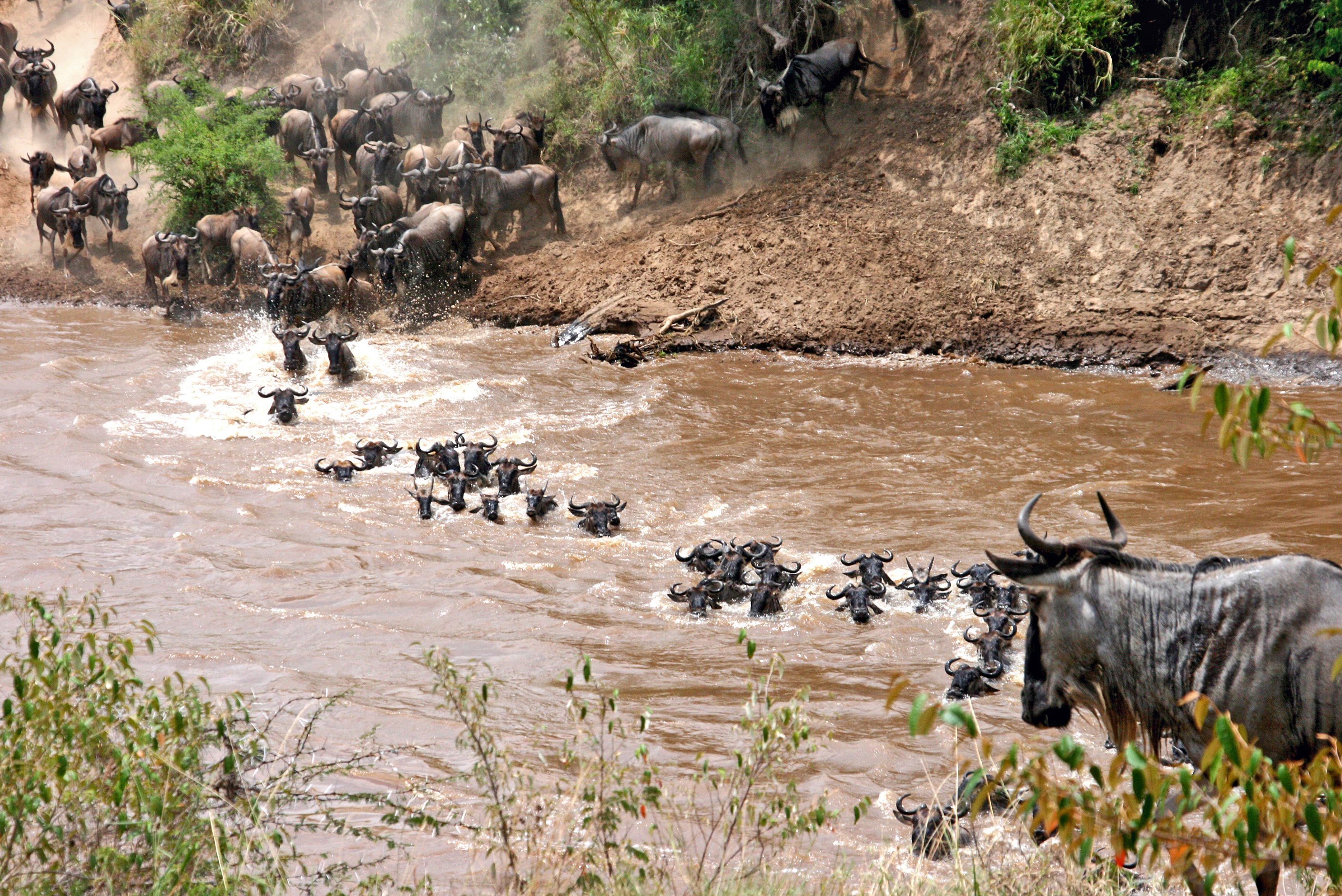
Linh dương đầu bò vượt sông Mara trong cuộc đại di cư hàng năm

Chiếm ưu thế tại khu bảo tồn Mara là quần thể lớn các loài linh dương đầu bò, linh dương sừng móc, linh dương Thomson, ngựa vằn khi chúng di cư từ đồng bằng Serengeti tới phía nam và đồng bằng Loita trên các trang trại mục vụ tới phía đông nam từ tháng 7-10 hoặc sau đó. Nhiều đàn trong số chúng cũng sinh sống luôn tại khu bảo tồn.
Tất cả các loài thuộc năm loài thú săn lớn (sư tử, báo, voi, trâu rừng và tê giác) đều được tìm thấy tại đây. Số lượng tê giác đen khá nhiều cho đến năm 1960, nhưng nó đã bị suy giảm nghiêm trọng do nạn săn trộm vào những năm 1970 và đầu những năm 1980, giảm xuống mức thấp nhất là 15 cá thể. Con số đã tăng chậm, nhưng ước tỉnh năm 1999 mới chỉ có 23 cá thể loài này.
Hà mã và Cá sấu sông Nin được tìm thấy từng nhóm lớn ở sông Ma-na và Talek. Linh cẩu đốm, báo săn Đông Phi, chó rừng và cáo tai dơi cũng có thể được tìm thấy trong khu bảo tồn. Các đồng bằng giữa sông Mara và vách đá Esoit Siria có lẽ là khu vực tốt nhất để xem các loài động vật săn mồi, đặc biệt là của sư tử và báo đốm.